# Попов, Иван Фёдорович (журналист)
Ива́н Фёдорович Попо́в (23 августа [4 сентября] 1886, дер. Каменка, Московская губерния, Российская империя — 10 декабря 1957, Москва, СССР) — советский журналист, писатель, драматург и сценарист.

## Биография
Родился 23 августа (4 сентября) 1886 года в деревне Каменка Подольского уезда Московской губернии (ныне поселение Роговское).
За участие в политической борьбе был в 1905 арестован и сослан в Архангельскую губернию. Литературную деятельность начал с 1908 года в качестве журналиста, в том же году эмигрировал в Бельгию, работал торговым агентом, осуществлял связь ЦК РСДРП с Международным социалистическим бюро. Окончил экономический факультет Брюссельского университета (1913). Принимал активное участие в революционной борьбе. Один из старейших корреспондентов «Правды», сотрудничал в «Просвещении», «Le Peuple» и других изданиях В годы мировой империалистической войны был взят в плен немцами.
В 1918 году возвратился в Советскую Россию, заведовал Центральной инспекцией просвещения Народного комиссариата (НКРКИ), работал в органах печати и театральных организациях.
C 1927 года основатель и главный редактор «Роман-газеты». В 1929—1930 годах — председатель Московского товарищества писателей.
Начиная с 1930-х годов писал сценарии к кинофильмам («Карьера Рудди», «Марионетки», «Петербургская ночь» и другие), также критические заметки о кино. Проза Попова переведена на иностранные языки.
Член РСДРП с 1905 по 1914 год, член Союза писателей СССР с 1942 года. 
И. Ф. Попов скончался 10 декабря 1957 года, похоронен в Москве на Новодевичьем кладбище (5 уч. 14 ряд, 1 могила).

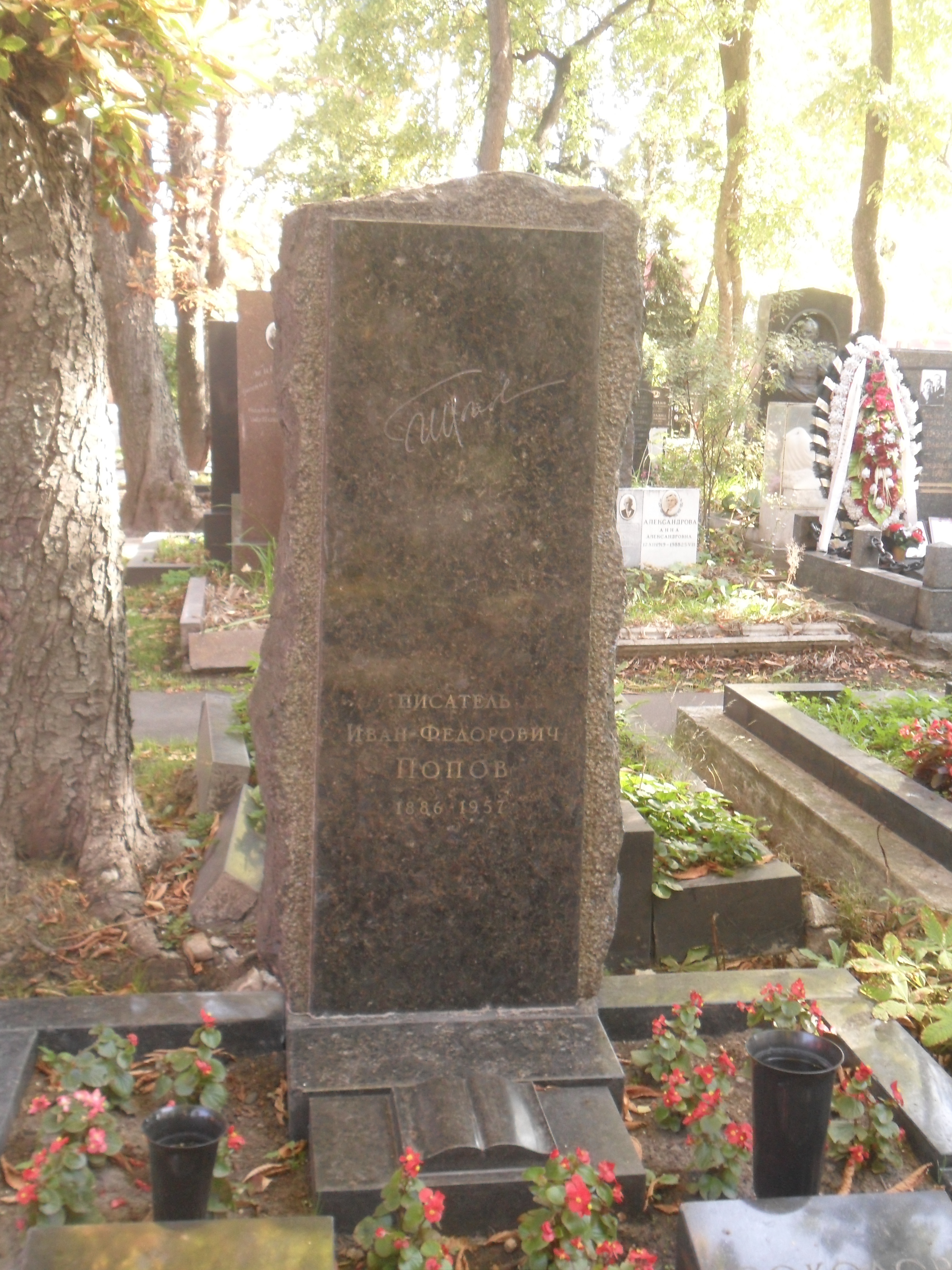
Могила И. Ф. Попова на Новодевичьем кладбище

### Семья
Жена — Вера Алексеевна Попова, урождённая Черных (1896–1981). Трое детей — Юрий Иванович Попов, Владимир Иванович Попов и Наталия Ивановна Соколова..

## Избранные произведения
- «Проблемы советской драматургии» (1939)[4]
- «Наше сердце» (пьеса; 1940)
- «Под звездою Москвы» (повесть; 1943) — посвящена бельгийским патриотам и их противостоянию немецким войскам;
- «Жар-птица» (1945);
- «Первые шаги» (1945);
- «Потерянная и возвращённая Родина» (роман; 1945, в 1941—1942 годах имел название «Озарённые») — о деятельности большевиков после революции 1905 года;
- «Семья» (пьеса; 1949) — о семье Ульяновых, была поставлена в театрах СССР (Свердловский театр драмы — 1950[5], Казанском Большом Русском Драматическом театре им. В.И.Качалова —1952), Софийском народном театре драмы (НРБ);
- «На исходе ночи» (роман; 1940—1949);
- «Весенние грозы» (пьеса; 1955);
- «Один день с Лениным» (воспоминания; опубликованы в 1963 году).

## Фильмография
- 1934 — Весенние дни / Энтузиасты
- 1935 — Кара-Бугаз
- 1940 — Преступление и наказание (совместно с  М. Зощенко)
- 1957 — Семья Ульяновых

## Награды и премии
- 2 ордена Трудового Красного Знамени (12.10.1946; 19.09.1956)[источник не указан 1243 дня]
- медали